# Paper Girls
Paper Girls (с англ. — «Газетчицы») — серия комиксов, которую в 2015—2019 годах издавала компания Image Comics. Повествует о четырёх 12-летних девушках, работающих газетчицами, которые оказываются вовлечёнными в конфликт между двумя враждующими группировками путешественников во времени.
Об адаптации комикса на телевидении стало известно в июле 2019 года, а через год она получила зелёный свет. Сериал «Газетчицы» вышел на Amazon Prime Video 29 июля 2022 года.

## Выпуски
| №  | Дата выхода     | Оценка на Comic Book Roundup | Предполагаемый объём продаж (первый месяц) |
| -- | --------------- | ---------------------------- | ------------------------------------------ |
| 1  | 7 октября 2015  | 9,1 на основе 28 рецензий    | 75 585, позиция в Северной Америке — 23    |
| 2  | 4 ноября 2015   | 9 на основе 12 рецензий      | 46 274, позиция в Северной Америке — 46    |
| 3  | 2 декабря 2015  | 8,8 на основе 13 рецензий    | 43 737, позиция в Северной Америке — 53    |
| 4  | 6 января 2016   | 8 на основе 13 рецензий      | 38 290, позиция в Северной Америке — 45    |
| 5  | 3 февраля 2016  | 7,5 на основе 17 рецензий    | 37 206, позиция в Северной Америке — 39    |
| 6  | 1 июня 2016     | 7,7 на основе 8 рецензий     | 36 385, позиция в Северной Америке — 69    |
| 7  | 6 июля 2016     | 8,6 на основе 6 рецензий     | 35 392, позиция в Северной Америке — 69    |
| 8  | 3 августа 2016  | 8,7 на основе 5 рецензий     | 33 731, позиция в Северной Америке — 86    |
| 9  | 7 сентября 2016 | 9,2 на основе 6 рецензий     | 32 320, позиция в Северной Америке — 83    |
| 10 | 5 октября 2016  | 9,2 на основе 2 рецензий     | 32 119, позиция в Северной Америке — 99    |
| 11 | 1 февраля 2017  | 8,6 на основе 6 рецензий     | 30 562, позиция в Северной Америке — 77    |
| 12 | 1 марта 2017    | 8,4 на основе 5 рецензий     | 29 047, позиция в Северной Америке — 81    |
| 13 | 5 апреля 2017   | 8,9 на основе 5 рецензий     | 27 993, позиция в Северной Америке — 80    |
| 14 | 3 мая 2017      | 8,9 на основе 4 рецензий     | 27 362, позиция в Северной Америке — 91    |
| 15 | 7 июня 2017     | 8,5 на основе 4 рецензий     | 26 654, позиция в Северной Америке — 91    |
| 16 | 4 октября 2017  | 9 на основе 2 рецензий       | 25 466, позиция в Северной Америке — 101   |
| 17 | 1 ноября 2017   | 8,5 на основе 3 рецензий     | 24 733, позиция в Северной Америке — 88    |
| 18 | 6 декабря 2017  | 8,4 на основе 3 рецензий     | 23 341, позиция в Северной Америке — 88    |
| 19 | 3 января 2018   | 8,7 на основе 3 рецензий     | 22 359, позиция в Северной Америке — 101   |
| 20 | 7 февраля 2018  | 8,8 на основе 4 рецензий     | 22 366, позиция в Северной Америке — 99    |
| 21 | 6 июня 2018     | 7,9 на основе 3 рецензий     | 21 981, позиция в Северной Америке — 99    |
| 22 | 4 июля 2018     | 8,3 на основе 4 рецензий     | 21 214, позиция в Северной Америке — 98    |
| 23 | 1 августа 2018  | 8,6 на основе 2 рецензий     | 20 542, позиция в Северной Америке — 118   |
| 24 | 5 сентября 2018 | 8,8 на основе 3 рецензий     | 20 045, позиция в Северной Америке — 117   |
| 25 | 3 октября 2018  | 9,6 на основе 2 рецензий     | 19 741, позиция в Северной Америке — 138   |
| 26 | 6 марта 2019    | 8 на основе 1 рецензии       | 18 736, позиция в Северной Америке — 104   |
| 27 | 3 апреля 2019   | 9 на основе 2 рецензий       | 18 253, позиция в Северной Америке — 104   |
| 28 | 1 мая 2019      | 10 на основе 1 рецензии      | 17 821, позиция в Северной Америке — 127   |
| 29 | 5 июня 2019     | 9,1 на основе 2 рецензий     | 17 662, позиция в Северной Америке — 116   |
| 30 | 31 июля 2019    | 9,4 на основе 4 рецензий     | 19 342, позиция в Северной Америке — 126   |

### Графические романы
| № тома | ISBN          | Дата выхода      | Собранный материал | Предполагаемый объём продаж (первый месяц) |
| ------ | ------------- | ---------------- | ------------------ | ------------------------------------------ |
| 1      | 9781632156747 | 30 марта 2016    | Paper Girls #1-5   | 10 389, позиция в Северной Америке — 2     |
| 2      | 9781632158956 | 30 ноября 2016   | Paper Girls #6-10  | 10 480, позиция в Северной Америке — 1     |
| 3      | 9781534302235 | 2 августа 2017   | Paper Girls #11-15 | 11 138, позиция в Северной Америке — 1     |
| 4      | 9781534305106 | 4 апреля 2018    | Paper Girls #16-20 | 9 721, позиция в Северной Америке — 2      |
| 5      | 9781534308671 | 5 декабря 2018   | Paper Girls #21-25 | 8 961, позиция в Северной Америке — 1      |
| 6      | 9781534313248 | 25 сентября 2019 | Paper Girls #26-30 | 7 907, позиция в Северной Америке — 3      |

### Делюксы в твёрдом переплёте
| Том | ISBN          | Дата выхода    | Собранный материал | Предполагаемый объём продаж (первый месяц) |
| --- | ------------- | -------------- | ------------------ | ------------------------------------------ |
| 1   | 9781534307377 | 8 ноября 2017  | Paper Girls #1-10  | 2 809, позиция в Северной Америке — 13     |
| 2   | 9781534310612 | 3 апреля 2019  | Paper Girls #11-20 | 1 902, позиция в Северной Америке — 14     |
| 3   | 9781534316485 | 18 ноября 2020 | Paper Girls #21-30 | —                                          |

### Компендиумы
| Том | ISBN          | Дата выхода     | Собранный материал | Предполагаемый объём продаж (первый месяц) |
| --- | ------------- | --------------- | ------------------ | ------------------------------------------ |
| 1   | 9781534319998 | 27 октября 2021 | Paper Girls #1-30  | 3 187, позиция в Северной Америке — 11     |

## Отзывы и награды
На сайте Comic Book Roundup серия имеет оценку 8,7 из 10 на основе 173 рецензий. Джефф Лейк из IGN дал первому выпуску 9 баллов из 10 и написал, что комикс хорош «благодаря уверенной характеристике главных героев». Дженнифер Ченг из Comic Book Resources, обозревая дебют, отмечала, что «[писатель] Вон и [художник] Чанг — команда мечты». Мэтью Фэй из PopMatters поставил первому выпуску оценку 8 из 10 и посчитал, что «Paper Girls #1 создаёт историю, которая обещает стать новым дополнением к приятному ностальгическому жанру». Ибрагим Аль Сабахи из «Канобу» выделял, что лучшими качествами комикса являются стиль, юмор, отсылки и приятные персонажи.
Paper Girls выиграли две премии Айснера в 2016 году в номинациях «Best New Series» и «Best Penciller/Inker». В 2017 году Уилсон (категория «Best Colorist») и Вон (категория «Best Writer») получили премии Айснера, отчасти из-за их работы над серией. В 2017 году первый сборник попал в шорт-лист премии Хьюго за лучший графический рассказ. В 2019 году Уилсон снова получил премию Айснера в категории «Best Colorist» за свою работу над серией. В 2016 году серия получила премию Харви в категории «Best New Series».

## Сериал
11 июля 2019 года Deadline сообщил, что Amazon взяла на себя обязательство по созданию телевизионной адаптации Paper Girls от студий Legendary Television и Plan B. Соавтор «Истории игрушек 4» Стефани Фольсом планирует написать адаптацию графического романа. Исполнительными продюсерами станут создатель серии Вон, сценарист Фольсом и студия Plan B. 23 июля 2020 года Amazon заказала телеадаптацию серии комиксов. 26 апреля 2021 года Deadline сообщил, что София Розински, Камрин Джонс, Райли Лай Нелет и Фина Стразза были выбраны на роли Мак Койл, Тиффани Куилкин, Эрин Тиенг и КэДжей Брэдман соответственно. 31 июля 2021 года Фольсом ушла с поста сошоураннера сериала.